# Galicische Fußballauswahl
Die galicische Fußballauswahl ist die Fußballauswahl der autonomen Region Galicien, die im Nordwesten Spaniens liegt. Sie wird kontrolliert durch den galicischen Fußballverband, die „Federación Galega de Fútbol“.
Da Galicien offiziell eine spanische Provinz ist, wird das Auswahlteam nicht von der UEFA anerkannt. Es tritt daher nicht zu internationalen Pflichtspielen, sondern nur zu Freundschaftsspielen an. Zu den größten Erfolgen zählt ein 3:2-Erfolg über die Nationalmannschaft von Uruguay im Jahr 2005. Diese Partie war das erste Spiel des galicischen Teams seit den 1930er Jahren.
Das wohl prominenteste Mitglied der galicischen Nationalmannschaft ist Míchel Salgado von Real Madrid. Andere bekannte galicische Nationalspieler sind Ignacio „Nacho“ Novo von den Glasgow Rangers oder Ricardo Cabanas vom 1. FC Köln. Die Teilnahme an galicischen Spielen schließt aber nicht aus, dass ein Spieler für eine andere Nationalmannschaft antreten darf, wie dies zum Beispiel auch Cabanas für die Schweiz tut.

## Bisher bestrittene Länderspiele
| Spieldatum        | Spielort                                    | Heimmannschaft | Auswärtsmannschaft   | Ergebnis |
| ----------------- | ------------------------------------------- | -------------- | -------------------- | -------- |
| 19. November 1922 | Coia, Vigo                                  | Galicien       | Kastilien            | 4:1      |
| 7. Januar 1923    | Coia, Vigo                                  | Galicien       | Lisbon               | 3:1      |
| 14. Januar 1923   | Sevilla                                     | Andalusien     | Galicien             | 1:4      |
| 21. Januar 1923   |                                             | Galicien       | Royal Navy (England) | 7:2      |
| 28. Januar 1923   | Campo de Bouzas, Pontevedra                 | Pontevedra     | Galicien             | 4:1      |
| 4. Februar 1923   | Pontevedra                                  | Galicien       | Pontevedra           | 0:3      |
| 18. Februar 1923  | Coia, Vigo                                  | Galicien       | Ferrol/Coruña        | 7:1      |
| 25. Februar 1923  |                                             | Galicien       | Asturien             | 1:3      |
| 27. Mai 1923      |                                             | Lisbon         | Galicien             | 2:1      |
| 8. Juni 1930      | Chamartín, Madrid                           | Zentralspanien | Galicien             | 1:4      |
| 25. Dezember 2005 | Estadio Multiusos de San Lázaro, Compostela | Galicien       | Uruguay              | 3:2      |
| 28. Dezember 2006 | Riazor, A Coruña                            | Galicien       | Ecuador              | 1:1      |
| 28. Dezember 2007 | Balaídos, Vigo                              | Galicien       | Kamerun              | 1:1      |
| 27. Dezember 2008 | Riazor, A Coruña                            | Galicien       | Iran                 | 3:2      |
| 5. Mai 2016       | Riazor, A Coruña                            | Galicien       | Venezuela            | 1:1      |